# Catedral de Nuestra Señora Auxilio de los Cristianos (Goiânia)
La Catedral de Nuestra Señora Auxilio de los Cristianos o simplemente Catedral Metropolitana de Goiânia (en portugués: Catedral Metropolitana Nossa Senhora Auxiliadora) es el nombre que recibe un edificio religioso que pertenece a la Iglesia Católica y que está situado en Goiânia, capital del estado de Goiás en Brasil.
Es la sede de la arquidiocésis de Goiânia (Archidioecesis Goianiensis), creada mediante la bula Sanctissima Christi Voluntas por el Papa Pio XII, el 26 de marzo de 1956. Don Fernando Gomes dos Santos, Arzobispo de Goiânia, fue uno de los grandes promotores de la construcción de la catedral. 
El actual arzobispo Metropolitano de Goiania es D. Washington Cruz, bahiano de Itabuna.